# Fred Gamble
Fred Gamble, ameriški dirkač Formule 1, * 17. marec 1932, Pittsburgh, Pensilvanija, ZDA, † 30. marec 2024, Honolulu, Havaji, ZDA.
V svoji karieri je nastopil le na predzadnji dirki sezone 1960 za Veliko nagrado Italije, kjer je z dirkalnikom Behra-Porsche Special moštva Camoradi International zasedel deseto mesto z več kot desetimi krogi zaostanka za zmagovalcem.

## Popolni rezultati Formule 1
(legenda) (odebeljene dirke pomenijo najboljši štartni položaj, poševne pa najhitrejši krog, †-uvrščen kljub odstopu)
| Leto | Moštvo                 | Šasija                | Motor   | 1   | 2   | 3   | 4   | 5   | 6   | 7  | 8   | 9      | 10  | Prv | Toč |
| ---- | ---------------------- | --------------------- | ------- | --- | --- | --- | --- | --- | --- | -- | --- | ------ | --- | --- | --- |
| 1960 | Camoradi International | Behra-Porsche Special | Porsche | ARG | MON | 500 | NIZ | BEL | FRA | VB | POR | ITA 10 | ZDA | -   | 0   |